# Медаль «За выдающуюся службу добровольцем»
Медаль «За выдающуюся службу добровольцем» (MOVSM) — военная награда вооружённых сил США, которая была создана в соответствии с распоряжением № 12830 приказом Джорджа Буша-старшего 9 января 1993. Медаль была разработана Институтом геральдики и была представлена публике в декабре 1993 года.

## Критерии награждения
Медалью за выдающуюся службу добровольцем награждаются военнослужащие (действительной службы, резервные и Национальной гвардии), которые выполняют существенную добровольную помощь сверх своих обязанностей, и необходимую для вооружённых сил Соединенных Штатов. Служба награждаемого должна благоприятно сказываться на работе Министерства обороны США. Определение волонтерской службы остаётся намеренно расплывчато, что позволяет награждать за широкий спектр деятельности и волонтёрские обязанности, которых не хватает чтобы претендовать на Добровольческую медаль обслуживания. Типичным примером работы волонтёром на нужды армии служит аварийная служба (например гражданский воздушный патруль), обслуживание и помощь для персонала, помощь на кухне, и т. д.
Волонтерская выслуга должна превышать 3 года или 500 часов работы. Поскольку награда классифицируется как служебная медаль, нет торжественной цитаты, которая сопровождает награду, однако некоторые командиры предоставляют торжественное письмо тем, кто получает медаль за выдающуюся службу добровольцем. Несколько наград MOVSM обозначаются звездами на медальной планке.
Действующие регулирование этой награды — МО 1348,33-М, — руководство военного отличия, на сентябрь 1996 года.

## Наградные звёзды
| Первое награждение: планка без звёзд.                                 | |
| Второе награждение: планка с одной бронзовой звездой.                 | Бронзовая звезда за службу                                                                                         |
| Третье награждение: планка с двумя бронзовыми звёздами.               | Бронзовая звезда за службу · Бронзовая звезда за службу                                                            |
| Четвёртое награждение: планка с тремя бронзовыми звёздами.            | Бронзовая звезда за службу · Бронзовая звезда за службу · Бронзовая звезда за службу                               |
| Пятое награждение: планка с четырьмя бронзовыми звёздами.             | Бронзовая звезда за службу · Бронзовая звезда за службу · Бронзовая звезда за службу · Бронзовая звезда за службу  |
| Шестое награждение: планка с серебряной звездой.                      | Серебряная звезда за службу                                                                                        |
| Седьмое награждение: планка с серебряной и бронзовой звездой.         | Серебряная звезда за службу · Бронзовая звезда за службу                                                           |
| Восьмое награждение: планка с серебряной и двумя бронзовыми звёздами. | Серебряная звезда за службу · Бронзовая звезда за службу · Бронзовая звезда за службу                              |
| Девятое награждение: планка с серебряной и тремя бронзовыми звездами. | Серебряная звезда за службу · Бронзовая звезда за службу · Бронзовая звезда за службу · Бронзовая звезда за службу |